# ホイップ (雑誌)
「ホイップ」（Whip）は、かつてコアマガジンから発行されていた、いわゆるお菓子系の月刊グラビア雑誌である。

## 概要
創刊は2000年2月号。1992年に創刊された「クリーム」を嚆矢とするお菓子系グラビア誌の中では最後発にあたり、お菓子系雑誌が休刊していく中で創刊した。クリームのポップなグラビア路線を踏襲しながらも、芸能スクープで衝撃を与えた『BUBKA』を産んだコアマガジンが出版社だけに、猥雑なグラビアや投稿写真、吉田豪をはじめとする執筆陣によるサブカル記事を充実させ、クリームとの差別化を図っていた。2011年1月27日発売の2011年3月をもって休刊。
「クリーム」に代表されるお菓子系グラビア誌では、その名の通り、お菓子を連想させる誌名を持つものが多い。「ホイップ」（whip）も「泡立てる」という意味である。なお、英語のwhipには他に「むち」という意味もある。
しかし休刊間近には普通のアダルト雑誌となっており、表紙のデザインもブルセラ色の面影もなく猥雑化していた。